# Beniflá
Beniflá – gmina w Hiszpanii, w prowincji Walencja, we wspólnocie autonomicznej Walencja, o powierzchni 0,62 km². W 2011 roku liczyła 465 mieszkańców.